# フォード・リンカーンV8
リンカーンV8 (Lincoln V-8) (リンカーンゔいえいと) は、1952年から1963年にかけて、フォードモーターが大型乗用車と大型貨物自動車向けに製造していた大型V型8気筒エンジンである。オーバーヘッドバルブ、ショートストローク、ディープスカートを特徴としている。貨物自動車向けはカーゴキングV8 (Cargo King V-8) などと呼ばれた。
当記事において、「フォードモーター」と表記する場合は製造者を指し、記事名を除き「フォード」と表記する場合はリンカーンおよびマーキュリーと並立するメイク、またはフォードモーター内でリンカーンマーキュリーディビジョンと並立するフォードディビジョンを指す。

## 概要

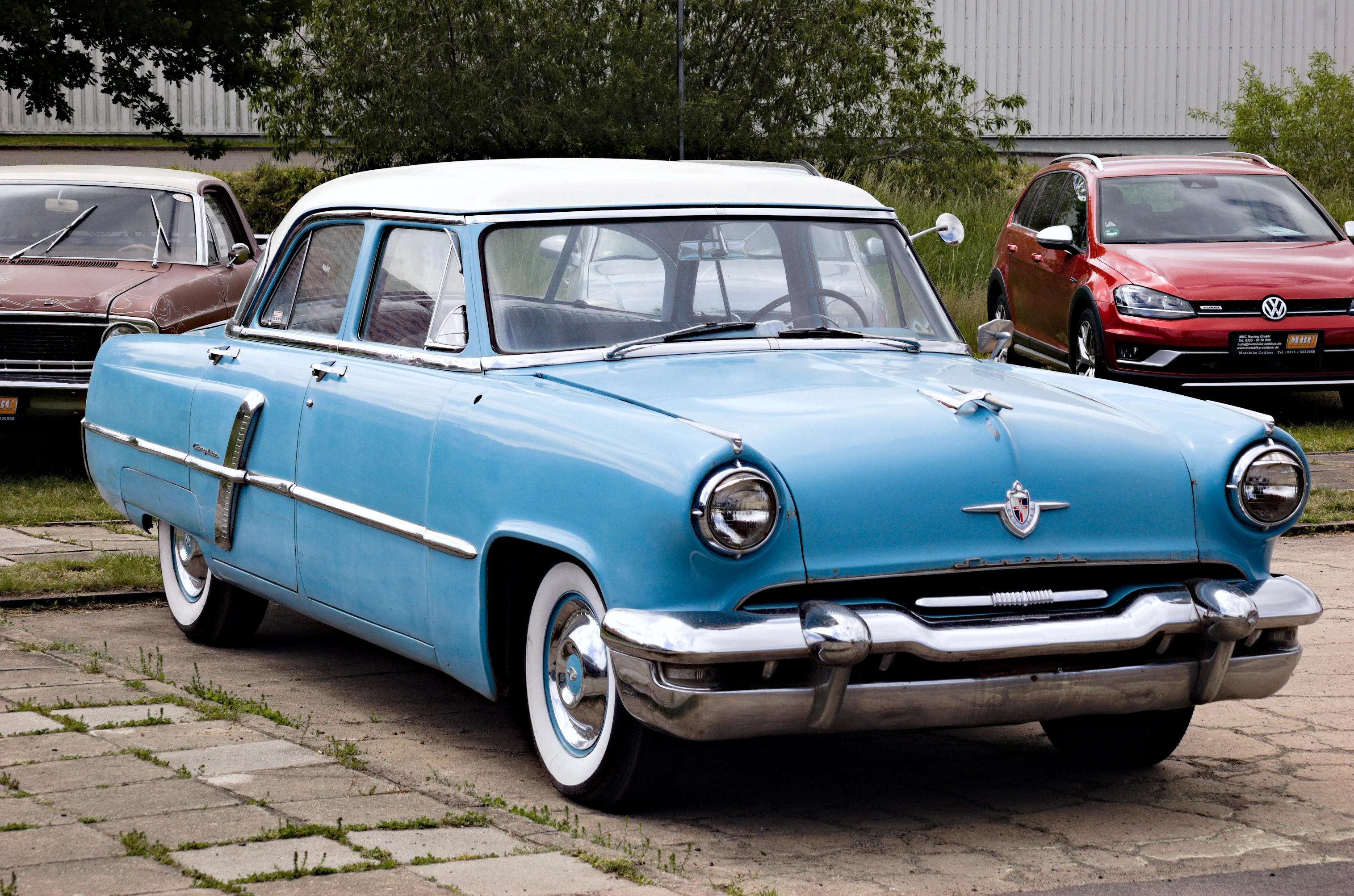
1952年型リンカーン・コスモポリタンカスタム4ドアセダン

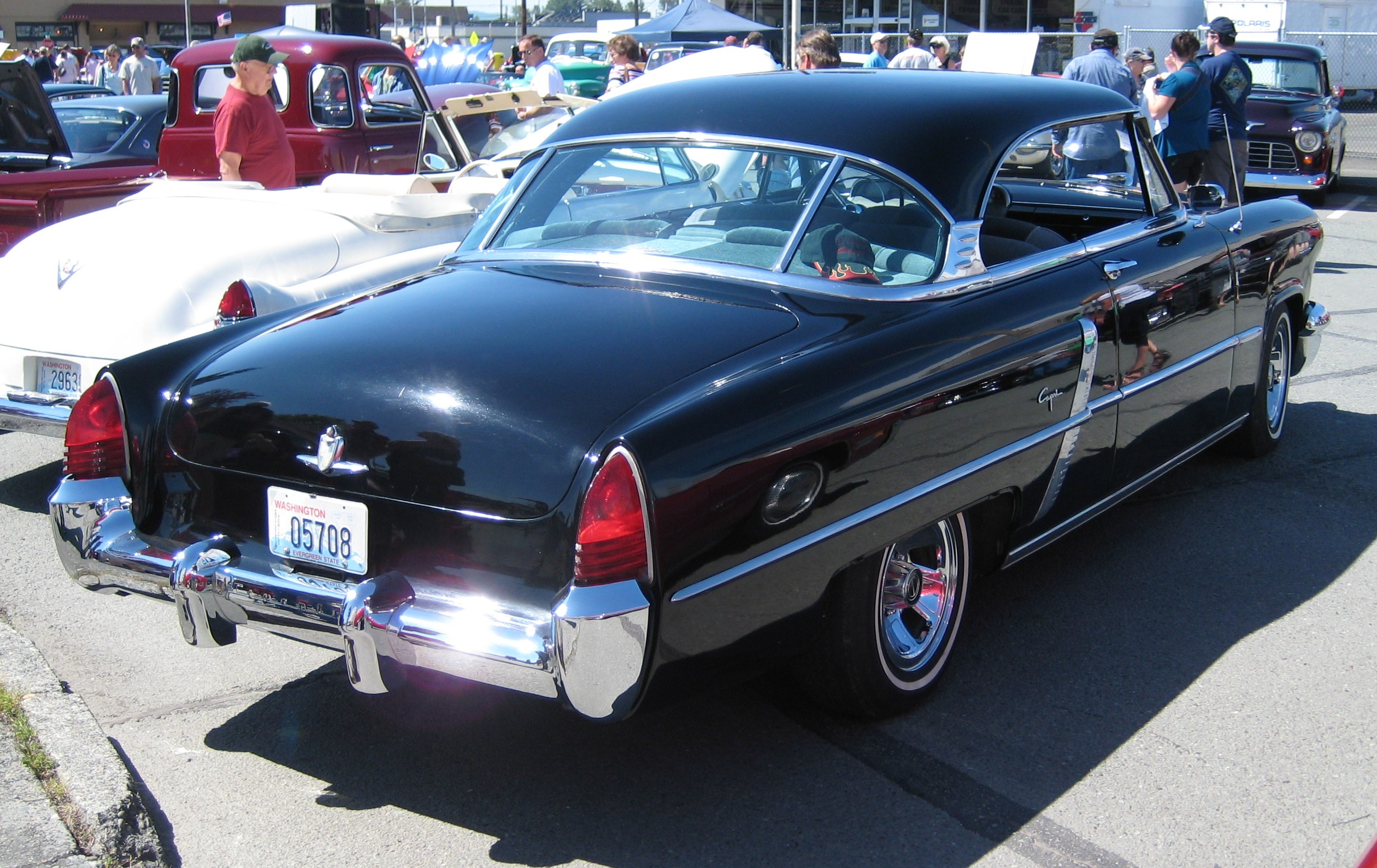
1952年型リンカーン・カプリスペシャルカスタムクーペ

1948年に、フォードモーターが、リンカーン向けのインビンシブルエイト (InVincible Eight) を代替する目的で開発に着手し、1952年初頭 (1952型式年度) にリンカーン・コスモポリタン、カプリおよびフォード・ヘヴィデューティトラック (大型貨物自動車) で実用化された大型V型8気筒エンジン (ビッグブロック) である。1930年代初期の基礎設計で、サイドバルブ式のインビンシブルエイトに対し、オーバーヘッドバルブ式が採用されている。総排気量で、最小4.57リットル (L) から最大6.02 Lまでの6型式が開発され、乗用車には3型式、貨物自動車には4型式が用いられた。貨物自動車向けの1型式を除き、シリンダー内径よりもピストン行程が小さいショートストロークが採用されている。乗用車向けには、ほぼリンカーンおよびコンチネンタルの専用であったが、1957型式年度から1年度のみ、マーキュリーでも用いられた。1958型式年度から、乗用車向けは新型のリンカーンコンチネンタルV8 に代替され、それ以降は貨物自動車専用となり、1963年に製造を終了した。なお、当機の構造および機構、採用技術をほぼそのまま踏襲し、縮小設計されたのがサンダーバードV8スモールブロックである。
製造は、リバールージュ工場団地 (Ford River Rouge Complex) (ミシガン州ディアボーン) 内のディアボーン・エンジン工場 (Ford Dearborn Engine Plant) で行われていた。

## 構造および機構
二組の直列4気筒が1本のクランクシャフトを共有し、それぞれ外方へ45度ずつ傾いたV型8気筒配置である。全てのシリンダーとウォータージャケット、クランクケースは鉄合金で一体鋳造されシリンダーブロックを形成している。クランクケースの裾はメインジャーナル芯よりも下方に深く伸ばされており (ディープスカート)、エンジンを前後方向から眺めた時、V字型のシリンダーと、その下のクランクケースでY字をなすことから「Yブロック」(Y-Block) と呼ばれる。メインベアリングは4個のクランクピンに対し、その両側に全て配置されたフルベアリングである。左右気筒のコネクティングロッド大端を前後に重ねてクランクピンを共有するため、気筒列は大端厚分だけ千鳥配置 (左前、右後) となる。クランクシャフトはクロスプレーン式である。
シリンダーヘッドは鉄合金の鋳造である。吸気排気とも各1本のポペットバルブを上から下へ (オーバーヘッドバルブ式) 全て平行配置し、エンジンバレー側に傾倒させている。バルブの開閉制御はクランクシャフトに駆動されるカムシャフト (エンジンバレー底に配置)、油圧式自動間隙調整タペット、シリンダーに沿って上下動するプッシュロッド、ヘッド頂部で運動を反転させるロッカーアームで構成されている。吸気と排気のポート配列は、各気筒列 (4気筒) の前後2気筒ずつで吸気は隣接し、排気は気筒列中央で隣接する対称配列である。ヘッド側をくぼませたウェッジ型の燃焼室は、強いスワールを生成する設計となっている。吸排気はターンフローであるが、排気はヘッド内を反転してエンジン外方へ向かう。
燃料供給装置はダウンドラフトの2バレルまたは4バレルのオートチョーク付きキャブレターであり、シリンダーを180度等間隔の点火位相で2組に分離した吸気マニホールド (デュアルプレーン式) と組み合わされる。

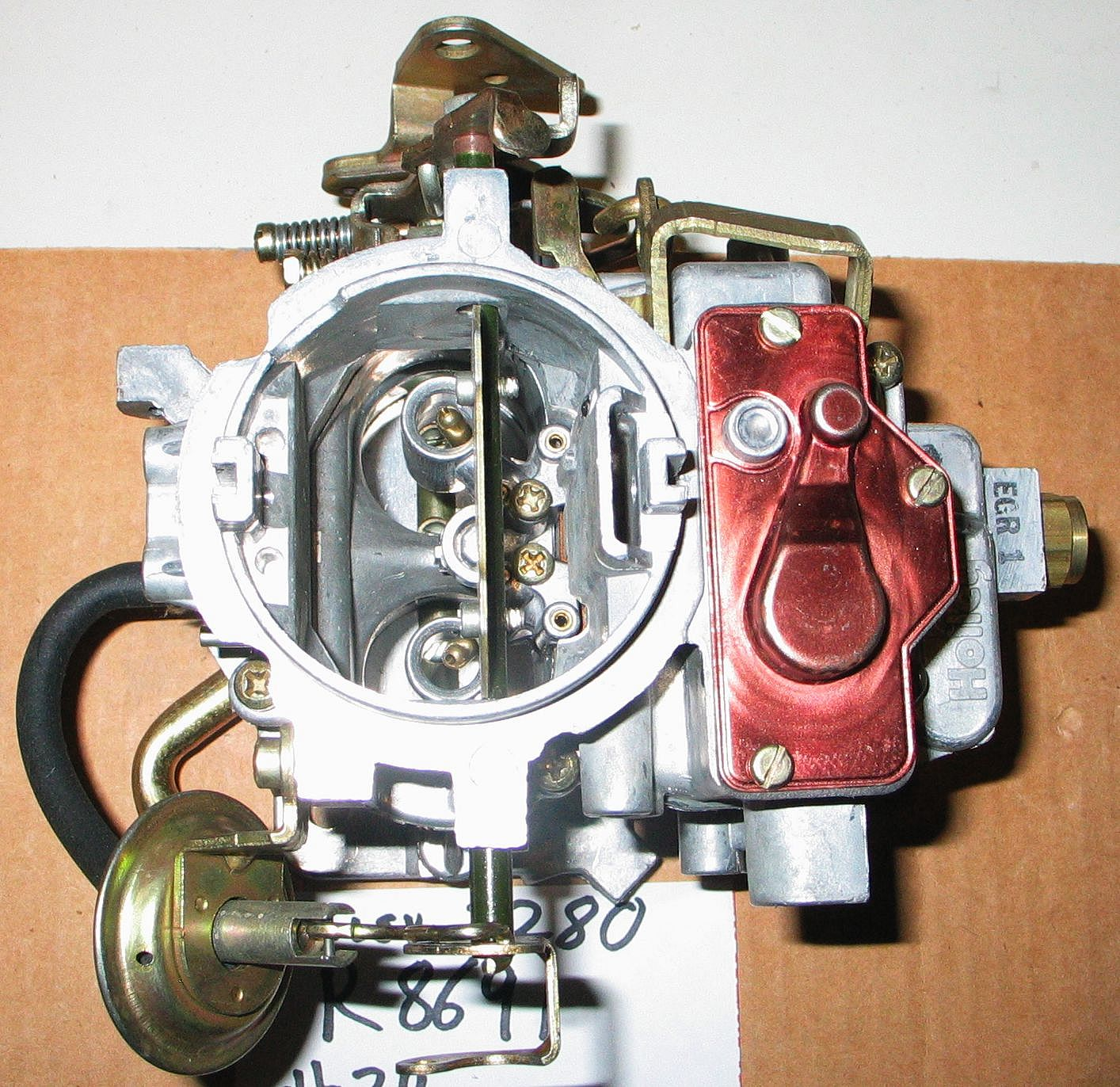
2バレルキャブレター
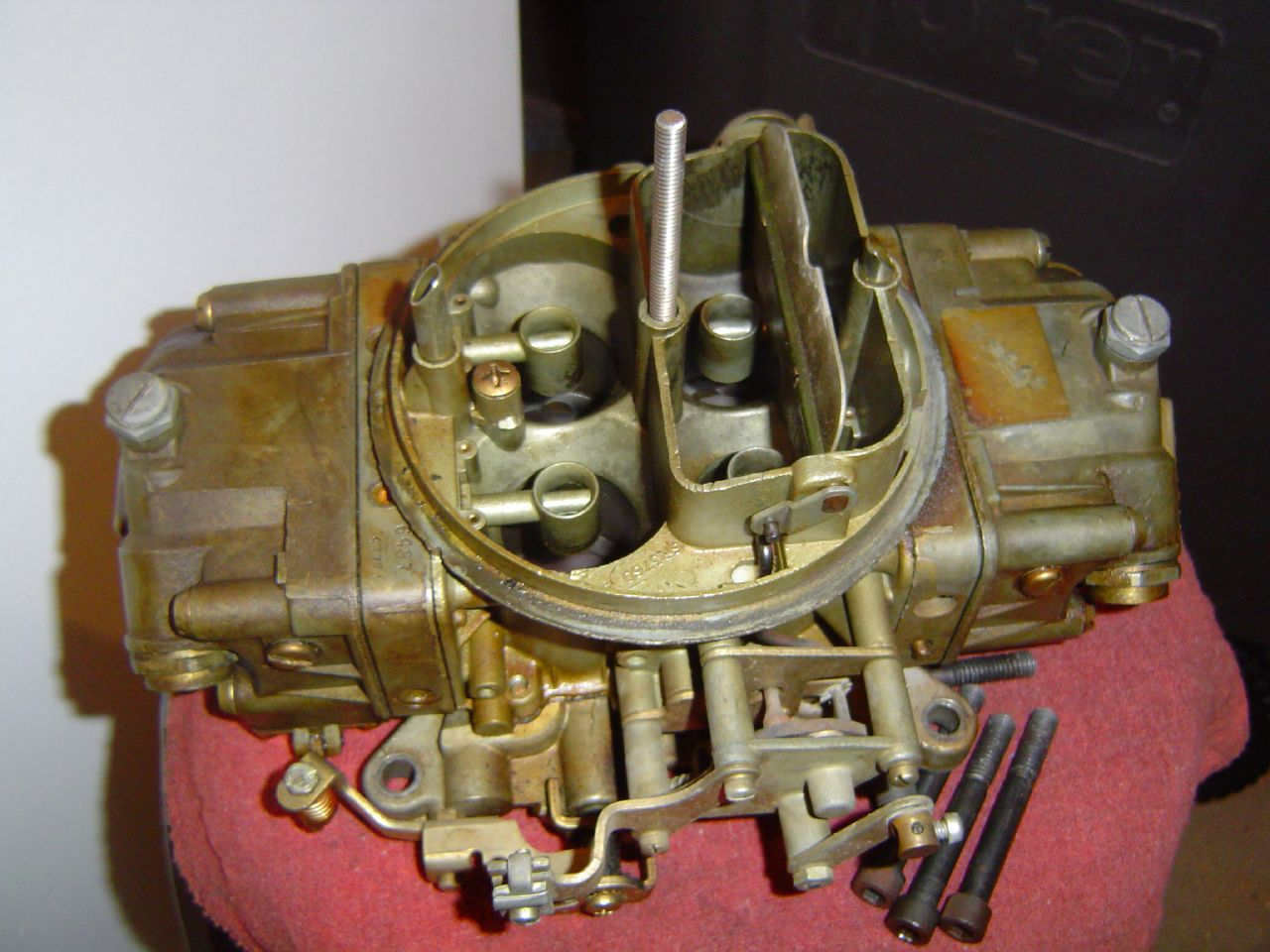
4バレルキャブレター

この他、オートサーミック式アルミニウム合金ピストン、クロームメッキ仕上げトップリング、自由回転式バルブ、一体式バルブガイド、マイクロスクリーン式フルフローオイルフィルター、クランクケース換気システムが採用されている。
年式、型式または亜種仕様により、メインベアリングの軸受合金、クランクシャフトの製法、カムシャフトの駆動方式などが異なる。(各型項を参照のこと)
| サイクル               | オットーサイクル                            |
| シリンダーブロック形式 | 90度V型8気筒5ベアリング                     |
| 吸排気バルブ機構       | OHV (プッシュロッド式)、ターンフロー2バルブ |
| ボアピッチ             | 4.63インチ (11.76センチメートル (cm))       |
| ブロックハイト         | 10.94インチ (27.79 cm)                      |
| クランクシャフト形式   | 一体式クロスプレーン                        |
| 潤滑方式               | 圧送ウェットサンプ                          |
| 冷却方式               | 加圧水強制循環式水冷                        |
| 燃料                   | ガソリン                                    |

## 各型

### 317
乗用車・貨物自動車 両用
279 (後述) と共に、シリーズの始祖となる型式である。双方の差異はシリンダー内径のみである。メインベアリングの軸受合金はバビットメタル、クランクシャフトはダクタイル鋳鉄による精密鋳造、カムシャフトの駆動はサイレントチェーンである。
1952年2月1日に貨物自動車向けのカーゴキングV8、6日に乗用車向けのリンカーンV8が続けざまに実用化された。双方に機構上の差異はないが、組み合わせるシャシが大きく異なることから、排気マニホールドはそれぞれの専用品となっている。乗用は、左気筒列の排気を前方に回して右気筒列の排気に合流させ、後方へ誘導するシングルエキゾーストであり、貨物は「ラムズホーン」(Ram's Horn)と呼ばれる、各気筒列の前後端の排気ポートから2つ並んだ中央の排気ポートへ、アーチ状に渡して合流し下方へ誘導している。また、出力価も若干異なる。
乗用車向けは1954年まで製造され、341 (後述) に代替された。
貨物自動車向けは1955年まで製造され、332 (後述) に代替された。
| 総排気量                    | 317.6立方インチ (5,204 立方センチメートル (cm3)) |
| シリンダー内径×ピストン行程 | 3.80インチ (9.65 cm) ×3.50インチ (8.89 cm)       |

| 型式年度 | 圧縮比 | キャブレター       | 最高出力                                                    | 最大トルク                                                             | 備考                     |
| -------- | ------ | ------------------ | ----------------------------------------------------------- | ---------------------------------------------------------------------- | ------------------------ |
| 1952     | 7.5: 1 | 2スロート1ステージ | 160英馬力 (119キロワット (kW)) @ 3,900回転毎分 (rpm) グロス | 284重量ポンドフィート (385ニュートンメートル (N·m)) @ 1,800 rpm グロス | リンカーンV8             |
| 1952     | 7.0: 1 | 2スロート1ステージ | 155英馬力 (116 kW) @ 3,900 rpm グロス                       | 284重量ポンドフィート (385 N·m) @ 1,700 - 2,000 rpm グロス             | カーゴキングV8 (1952-53) |
| 1953     | 8.0: 1 | 4スロート2ステージ | 205英馬力 (153 kW) @ 4,200 rpm グロス                       | 305重量ポンドフィート (414 N·m) @ 2,650 rpm グロス                     | リンカーンV8 (1953-54)   |
| 1954     | 7.2: 1 | 2スロート1ステージ | 170英馬力 (127 kW) @ 3,900 rpm グロス                       | 286重量ポンドフィート (388 N·m) @ 1,700 - 2,300 rpm グロス             | カーゴキングV8 (1954-55) |

#### モータースポーツ
1952年11月にメキシコで開催された第3回カレラ・パナメリカーナ (Carrera Pnamericana) (パンアメリカンハイウェイ・ロードレース) に参加したリンカーン・カプリクーペが、総合7位から10位、ツーリングカー部門では1位から4位を占めた。
1953年11月に世界スポーツカー選手権 (Championnat du Monde des Voitures de Sport) 第7戦として開催された第4回カレラ・パナメリカーナでは、全部門合計で172車両が出走する中、リンカーン・カプリクーペが、総合7位から10位、47車両が出走した国際ツーリングカー部門では1位から4位を占めた。これより上位の6車両は国際スポーツカーのランチア、フェラーリ、タルボラーゴのみであった。
前年同様に世界スポーツカー選手権第6戦として、1954年11月に開催された第5回カレラ・パナメリカーナでは、全部門合計で150車両が出走する中、リンカーン・カプリクーペが、総合9位から10位、29車両が出走したツーリングカー部門3.5リットル超級では1位から2位を占めた。これより上位の車両は、フェラーリ、ポルシェなどスポーツカーのみであった。

### 279
貨物自動車 専用
317と共にシリーズの始祖となる型式である。317との基本的な差異はシリンダー内径のみである。
1952年2月に、貨物自動車向けのカーゴキングV8として実用化された。
1955年まで製造され、302 (後述) に代替された。
| 総排気量                    | 278.7立方インチ (4,567 cm3)                |
| シリンダー内径×ピストン行程 | 3.56インチ (9.04 cm) ×3.50インチ (8.89 cm) |

| 型式年度    | 圧縮比 | キャブレター       | 最高出力                              | 最大トルク                                                 | 備考 |
| ----------- | ------ | ------------------ | ------------------------------------- | ---------------------------------------------------------- | ---- |
| 1952 - 1953 | 7.0: 1 | 2スロート1ステージ | 145英馬力 (108 kW) @ 3,800 rpm グロス | 244重量ポンドフィート (331 N·m) @ 1,900 - 2,100 rpm グロス |      |
| 1954 - 1955 | 7.2: 1 | 2スロート1ステージ | 170英馬力 (127 kW) @ 3,900 rpm グロス | 286重量ポンドフィート (388 N·m) @ 1,700 - 2,300 rpm グロス |      |

### 341
乗用車 専用
317のシリンダー内径を拡大した排気量増加型である。基本構成に変更はないが、新たに開発されたコニカルシート式18ミリメートル点火プラグが採用されている。また、排気マニホールドは両気筒列がそれぞれ独立したデュアルエキゾーストとなった。
1954年11月 (1955型式年度) に、乗用車向けのリンカーンV8として実用化された。1年間製造され、368 (後述) に代替された。
| 総排気量                    | 341.4立方インチ (5,594 cm3)                 |
| シリンダー内径×ピストン行程 | 3.94インチ (10.01 cm) ×3.50インチ (8.89 cm) |

| 型式年度 | 圧縮比 | キャブレター       | 最高出力                              | 最大トルク                                         | 備考 |
| -------- | ------ | ------------------ | ------------------------------------- | -------------------------------------------------- | ---- |
| 1955     | 8.5: 1 | 4スロート2ステージ | 225英馬力 (168 kW) @ 4,400 rpm グロス | 332重量ポンドフィート (450 N·m) @ 2,500 rpm グロス |      |

### 302
貨物自動車 専用
279のシリンダー内径を拡大し、ピストン行程を延伸した排気量増加型であり、シリーズ中唯一のロングストロークである。同時に実用化された332 (後述) との差異は、シリンダー内径のみである。メインベアリングの軸受合金はケルメットメタル、クランクシャフトは鍛造、カムシャフト駆動方式はヘリカルギアによる1段減速のギアトレーン (逆回転)である。この他、貨物自動車の高負荷運転を考慮し、ナトリウム封入排気バルブステム、タングステンコバルト合金排気バルブシート、セルフシーリング吸気バルブが採用されている。
1955年9月 (1956型式年度) に、貨物自動車向けのカーゴキングY8として実用化された。基本型と、出力価が高いスペシャル (Special) が設定された。
1956年10月 (1957型式年度) から、出力価が1本化され、名称からカーゴキングが外れて302ヘヴィデューティV8 (302 Heavy Duty V-8) となった。
製造は1963年を以て終了し、ミディアムブロックのヘヴィデューティV8に代替された。
| 総排気量                    | 301.4立方インチ (4,938 cm3)                |
| シリンダー内径×ピストン行程 | 3.62インチ (9.14 cm) ×3.66インチ (9.30 cm) |

| 型式年度  | 圧縮比 | キャブレター       | 最高出力                                                                    | 最大トルク | 備考                     |
| --------- | ------ | ------------------ | --------------------------------------------------------------------------- | --- | ------------------------ |
| 1956      | 7.5: 1 | 2スロート1ステージ | 175英馬力 (130 kW) @ 3,800 rpm グロス                                       | 279重量ポンドフィート (378 N·m) @ 2,000 - 2,600 rpm グロス                                                    |                          |
| 1956      | 7.5: 1 | 4スロート2ステージ | 186英馬力 (139 kW) @ 3,600 rpm グロス                                       | 286重量ポンドフィート (388 N·m) @ 2,100 - 2,700 rpm グロス                                                    | カーゴキングスペシャルY8 |
| 1957-1959 | 7.6: 1 | 4スロート2ステージ | 196英馬力 (146 kW) @ 3,800 rpm グロス                                       | 299重量ポンドフィート (405 N·m) @ 2,500 rpm グロス                                                            |                          |
| 1960      | 7.6: 1 | 4スロート2ステージ | 194英馬力 (145 kW) @ 3,800 rpm グロス 170英馬力 (127 kW) @ 3,600 rpm ネット | 290重量ポンドフィート (393 N·m) @ 2,600 rpm グロス 270重量ポンドフィート (366 N·m) @ 2,400 rpm ネット         |                          |
| 1961      |        | 2スロート1ステージ | 187英馬力 (139 kW) @ 3,800 rpm                                              | 280重量ポンドフィート (380 N·m) @ 2,600 - 2,800 rpm                                                           |                          |
| 1962      | 7.5: 1 |                    |                                                                             | |                          |
| 1963      | 7.1: 1 | 2スロート1ステージ | 180英馬力 (134 kW) @ 4,000 rpm グロス 159英馬力 (119 kW) @ 3,800 rpm ネット | 276重量ポンドフィート (374 N·m) @ 2,600 rpm グロス 262重量ポンドフィート (355 N·m) @ 2,200 rpm ネット         | 2バレルキャブレター型    |
| 1963      | 7.1: 1 | 4スロート2ステージ | 187英馬力 (139 kW) @ 3,800 rpm グロス 163英馬力 (122 kW) @ 3,600 rpm ネット | 280重量ポンドフィート (380 N·m) @ 2,600 - 2,800 rpm グロス 260重量ポンドフィート (353 N·m) @ 2,600 rpm ネット | 4バレルキャブレター型    |

### 332
貨物自動車 専用
317のピストン行程を延伸した排気量増加型である。同時に実用化された302との差異は、シリンダー内径のみである。
1955年9月 (1956型式年度) に、貨物自動車向けのトルクキングY8 (Torque King Y-8)として実用化された。基本型と、出力価が高いスペシャルが設定された。
1956年10月 (1957型式年度) から、出力価が1本化され、名称からトルクキングが外れて332ヘヴィデューティV8となった。
製造は1963年を以て終了し、ミディアムブロックのヘヴィデューティV8に代替された。
| 総排気量                    | 332.1立方インチ (5,442 cm3)                |
| シリンダー内径×ピストン行程 | 3.80インチ (9.65 cm) ×3.66インチ (9.30 cm) |

| 型式年度  | 圧縮比 | キャブレター       | 最高出力                                                                    | 最大トルク | 備考                     |
| --------- | ------ | ------------------ | --------------------------------------------------------------------------- | --- | ------------------------ |
| 1956      | 7.5: 1 | 2スロート1ステージ | 190英馬力 (142 kW) @ 3,800 rpm グロス                                       | 306重量ポンドフィート (415 N·m) @ 2,000 - 2,600 rpm グロス                                                    |                          |
| 1956      | 7.5: 1 | 4スロート2ステージ | 200英馬力 (149 kW) @ 3,800 rpm グロス                                       | 316重量ポンドフィート (428 N·m) @ 2,100 - 2,700 rpm グロス                                                    | トルクキングスペシャルY8 |
| 1957-1959 | 7.6: 1 | 4スロート2ステージ | 212英馬力 (158 kW) @ 3,800 rpm グロス                                       | 328重量ポンドフィート (445 N·m) @ 2,500 rpm グロス                                                            |                          |
| 1960      | 7.6: 1 | 4スロート2ステージ | 205英馬力 (153 kW) @ 3,800 rpm グロス 180英馬力 (134 kW) @ 3,600 rpm ネット | 312重量ポンドフィート (423 N·m) @ 2,600 rpm グロス 290重量ポンドフィート (393 N·m) @ 2,400 rpm ネット         |                          |
| 1961      |        | 4スロート2ステージ | 200英馬力 (149 kW) @ 3,800 rpm                                              | 307重量ポンドフィート (416 N·m) @ 2,600 - 2,800 rpm                                                           |                          |
| 1962      | 7.5: 1 |                    |                                                                             | |                          |
| 1963      | 7.1: 1 | 2スロート1ステージ | 192英馬力 (143 kW) @ 4,000 rpm グロス 167英馬力 (125 kW) @ 3,800 rpm ネット | 302重量ポンドフィート (409 N·m) @ 2,400 - 2,600 rpm グロス 290重量ポンドフィート (393 N·m) @ 2,000 rpm ネット | 2バレルキャブレター型    |
| 1963      | 7.1: 1 | 4スロート2ステージ | 200英馬力 (149 kW) @ 3,800 rpm グロス 173英馬力 (129 kW) @ 3,600 rpm ネット | 307重量ポンドフィート (416 N·m) @ 2,600 - 2,800 rpm グロス 285重量ポンドフィート (386 N·m) @ 2,600 rpm ネット | 4バレルキャブレター型    |

### 368
乗用車 専用
302・332のシリンダー内径を拡大した排気量増加型である。メインベアリングの軸受合金はケルメットメタル、カムシャフトの駆動は341と同様にサイレントチェーンである。クランクシャフトの製造も341と同様のダクタイル鋳鉄による精密鋳造であるが、中央のカウンターウェイト2枚が削除された。また、高い圧縮比に対応してピストンが強化された。排気はデュアルエキゾーストである。
1955年9月 (1956型式年度)、乗用車向けのリンカーンV8として実用化された。
1956年12月 (1957型式年度)、ターンパイククルーザーV8 (Turnpike Cruiser V-8) としてマーキュリーの大型乗用車に用いられた。
製造は1957年を以て終了し、新型ビッグブロックのリンカーンコンチネンタルV8に代替された。
| 総排気量                    | 367.9立方インチ (6030 cm3)                  |
| シリンダー内径×ピストン行程 | 4.00インチ (10.16 cm) ×3.66インチ (9.30 cm) |

| 型式年度 | 圧縮比  | キャブレター       | 最高出力                              | 最大トルク                                         | 備考                     |
| -------- | ------- | ------------------ | ------------------------------------- | -------------------------------------------------- | ------------------------ |
| 1956     | 9.0: 1  | 4スロート2ステージ | 285英馬力 (213 kW) @ 4,600 rpm グロス | 401重量ポンドフィート (544 N·m) @ 2,500 rpm グロス |                          |
| 1957     | 10.0: 1 | 4スロート2ステージ | 300英馬力 (224 kW) @ 4,800 rpm グロス | 415重量ポンドフィート (563 N·m) @ 3,000 rpm グロス |                          |
| 1957     | 9.75: 1 | 4スロート2ステージ | 290英馬力 (216 kW) @ 4,600 rpm グロス | 405重量ポンドフィート (549 N·m) @ 2,800 rpm グロス | ターンパイククルーザーV8 |